# 尚帕涅 (杜省)
尚帕涅（法語：Champagney，法語發音：[ʃɑ̃paɲɛ]）是法国杜省的一个市镇，位于该省西部，属于贝桑松区。

## 地理
尚帕涅（47°15'21"N, 5°54'21"E）面积3.01 平方千米，位于法国勃艮第-弗朗什-孔泰大區杜省，该省份为法国东部内陆省份，北起上索恩省，西接汝拉省，东部及东南部与瑞士接壤，东北部与贝尔福地区省接壤。
与尚帕涅接壤的市镇（或旧市镇、城区）包括：努瓦龙特、马兹罗勒勒萨兰、舍莫丹和沃。

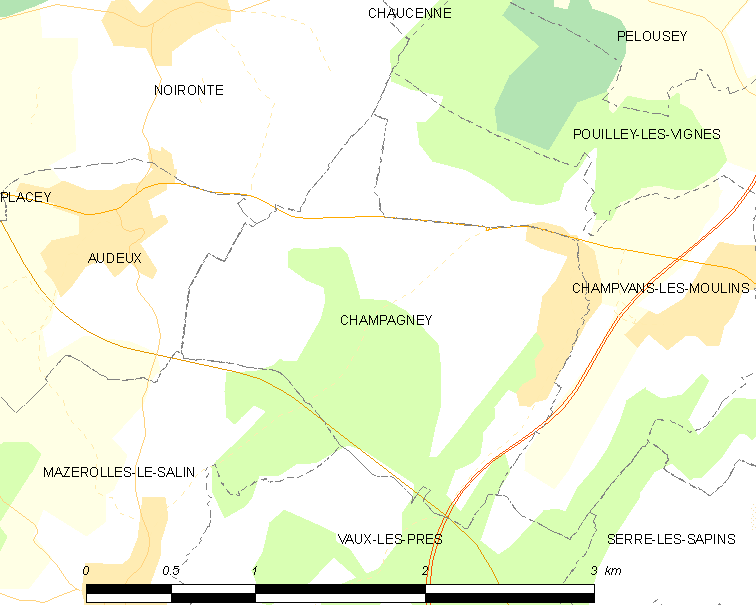
的OSM定位图

尚帕涅的时区为UTC+01:00、UTC+02:00（夏令时）。

## 行政
尚帕涅的邮政编码为25170，INSEE市镇编码为25115。

## 政治
尚帕涅所属的省级选区为贝桑松第二县。

## 人口

1962-2008年间人口变化图示

尚帕涅于2022年1月1日时的人口数量为271人。